# Saint-Yrieix-la-Montagne
Saint-Yrieix-la-Montagne é uma comuna francesa na região administrativa da Nova Aquitânia, no departamento de Creuse. Estende-se por uma área de 24,04 km². Em 2010 a comuna tinha 229 habitantes (densidade: 9,5 hab./km²).